# Artemius von Clermont

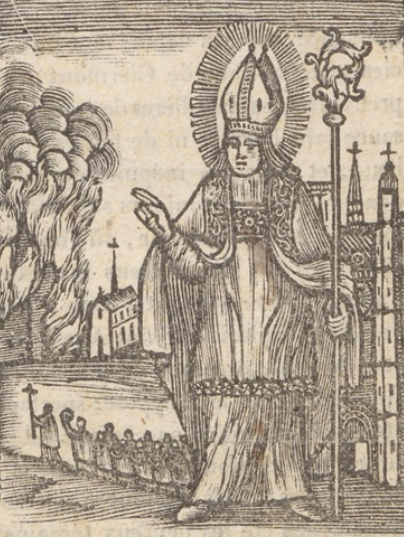
Artemius von Clermont

Artemius von Clermont (auch Arthemius, Artème, französisch Arthème de Clermont, † im 4. Jahrhundert) war von etwa 385 bis ca. 394 Bischof von Clermont. Er wird als Heiliger verehrt; sein Gedenktag ist der 24. Januar.

## Leben
Er soll aus der Gegend um Trier stammen und bekannt gewesen sein für seine Weisheit und sein gutes Aussehen, schreibt Gregor von Tours.
Als Hofbeamter am Kaiserhof von Kaiser Maximus wurde er nach Spanien geschickt, er erkrankte und wurde in Clermont zurückgelassen. Er hatte sich kurz vorher in Trier verlobt. Sein Vorgänger als Bischof von Clermont, Nepotianus, kam zu ihm und spendete ihm die Krankensalbung. Er wurde wieder gesund und blieb. Später wurde er Priester und Bischof von Clermont.